# Normalització (química)
La normalització o estandardització d'una dissolució química fa referència a l'anàlisi volumètric (valoració) en el qual es determina la concentració exacta d'un anàlit en solució davant d'un patró primari. Les solucions normalitzades també es solen anomenar "patrons secundaris".
En general, la tècnica més apropiada per a la normalització és treballar amb una massa exactament coneguda de patró primari (pesada amb balança analítica) en lloc de preparar una solució patró primari.

## Normalització d'una dissolució de NaOH 0,1M amb hidrogenftalat de potassi (ftalat àcid de potassi)
Preparació de les dissolucions
- Preparar 1L d'hidròxid de sodi i guardar-lo en l'ampolla de vidre. (pesar al voltant de 0,4g i dissoldre en 1L)

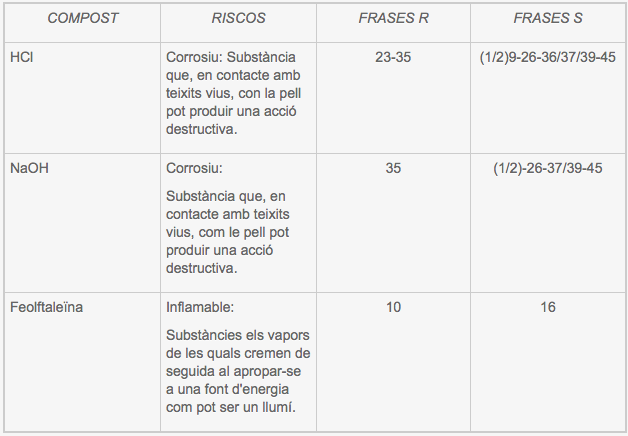
Riscos previsibles en l'estandardització amb HCl, NaOH i felolftaleïna.

- Preparar una dissolució de ftalat àcid de potassi segons s'indica: assecar l'hidrogenftalat de potassi a 110 oC durant 1h. Deixar refredar en el dessecador (fins aquí ja està fet). Pesar exactament al voltant de 3g de la sal (balança de precisió, quatre decimals). Dissoldre completament i enrassar a 100mL. Homogeneïtzar.
Valoració
Transferir 10mL exactes (pipeta= de la dissolució de KHF al matràs cònic de 50mL i 3 gotes de fenolftaleïna.
Preparar la bureta amb l'hidròxid de sodi (omplir-la i enrassar-la cuidant que la punta de la pipeta quedi completament plena), valorar fins a viratge de l'indicador d'incolor a rosa. El criteri que ens permetrà decidir que hem arribat al punt final serà una coloració rosa feble que es manté durant 15 segons.
Repetir fins a tres resultats molt pròxims.
Esquema i càlculs

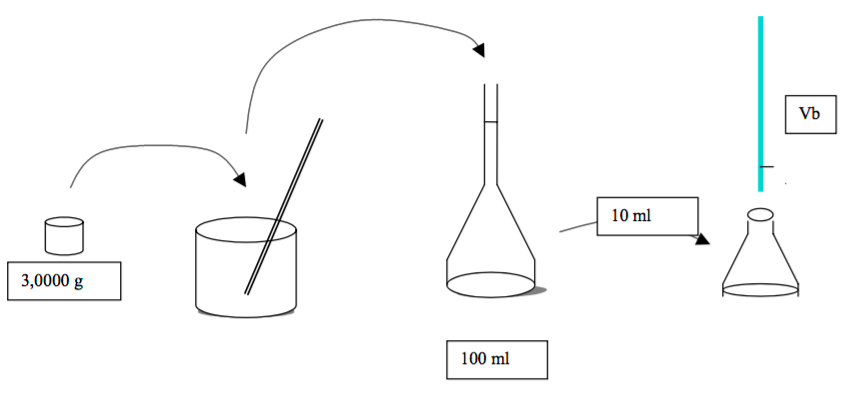
Esquema per a calcular la concentració de la dissolució de NaOH

3,−−−−gKHF⋅ 1molKHF ⋅ 10ml ⋅1molNaOH⋅1000mlNaOH
204,23g KHF 100 ml 1mol KHF V ml NaOH b
= − − − − M NaOH